# 伊木遠雄
伊木 遠雄(いき とおかつ / とおたけ / とおお)は、安土桃山時代から江戸時代初期にかけての武将。豊臣家の譜代家臣。通称は半七。七郎右衛門（七郎衛門）とも称したが、伊木半七の名の方が知られる。入道して常紀（常糺）と号した。

## 出自
出自はよくわからないが、一説に武間和泉守を父とする。武間は武馬ともされ、この人物を武馬七郎右衛門常重あるは武馬七右衛門尚遠とするものもある。
永禄4年（1561年）に織田信長が伊木山を攻めた際、抜群の功績を挙げた香川長兵衛ら3名に、伊木と改名して兄弟の契りをなすようにと命じたことから、伊木に改姓したとする同じ話を載せた子孫の伝承が仙台藩や萩藩にあり、その1人が遠雄の父または本人とされる。平重道はこの1人を常久（三郎右衛門または七右衛門）として遠雄の父と推測した。

## 略歴
豊臣秀吉に近習として仕え、天正11年（1583年）、17歳で臨んだ賤ヶ岳の戦いで敵将を討つという戦功を挙げ、黄母衣衆の一人になった。俗説であるが、『志士清談』では石川兵助と桜井佐吉（家一）と共に、賤ヶ岳の「三振太刀（みふりだち）」の一人とされる。ただし、史学的には三振太刀のこと自体が存在しなかったと考えられている。
文禄元年（1593年）、文禄・慶長の役では肥前名護屋城に滞陣し、三ノ丸御番衆の御馬廻組六番の堀田組（堀田盛重）の配下であった。
慶長4年（1599年）8月7日、五大老の連署により、河内国志紀郡林村に300石を給された。
慶長5年（1600年）の関ヶ原の戦いでは西軍に属したが、敗戦で浪人となった。
慶長19年（1614年）、豊臣秀頼の招きを受けて子・庄次郎と共に大坂城へ入城し、大坂の陣に際しては真田信繁の軍監とされた。大坂冬の陣では真田幸昌と共に軍功を挙げた。
慶長20年（1615年）の大坂夏の陣での行動については諸説あって、真偽のほどは定かではない。道明寺の戦いに参加して天王寺・岡山の戦いで、討死したとも行方不明になったとも言うが、別の説（『山口休庵咄』など）では、5月7日の落城の前日(6日)に逃亡して、七手組の真野頼包と刺し違えて死去したともされる。